# Левонд
Левонд (јерменски: Ղևոնդ, Гхевонд или Гевонд) или Леонтиус  је био јерменски свештеник и историчар с краја 8. века.
О његовом животу се зна врло мало, осим да је био очевидац догађаја које описује после 774. године. Његово историјско дело наручио је Сапух, син Смбата VII Багратунијa, владајућег кнеза Јерменије у периоду 761–775, и обухвата године од 632 до 789. Незаобилазан је извор за рану историју арапске владавине Јерменијом; заиста је за 662–770 година његово сведочење једино сведочанство о белешкама. Такође садржи важне информације о арапско-византијским ратовима у том периоду. Дело укључује писмо које је византијски цар Лав III Исавријац (в. 717–741) наводно послао омејадском калифу Омару II (в. 717–720) и садржи одбрану хришћанске вере, али ова верзија је каснији јерменски састав.

## Даље читање
- Andrews, Tara (2018). „Levond”.  Ур.: Nicholson, Oliver. The Oxford Dictionary of Late Antiquity. Oxford: Oxford University Press. ISBN 978-0-19-866277-8.